# レオノール・デ・アウストリア
レオノール・デ・アウストリア（スペイン語: Leonor de Austria、1498年11月15日 - 1558年2月25日）は、ハプスブルク家のブルゴーニュ公フィリップ美公とカスティーリャ女王フアナの長女。ポルトガル王マヌエル1世の王妃、後にフランス王フランソワ1世の王妃となった。
フランス語名はエレオノール・ドートリッシュ（Éléonore d'Autriche）またはエレオノール・ド・アブスブール（Éléonore de Habsbourg）。名前は他にもドイツ語名でエレオノーレ（Eleonore）などとも呼ばれる。

## 生涯
ハプスブルク領ネーデルラントに属したフランドルのルーヴェンでフィリップとフアナの第1子として生まれる。
若い頃にはイングランド（ヘンリー7世やヘンリー8世）、フランス（ルイ12世やフランソワ1世）、ポーランド（ジグムント1世）など、数々の王家から結婚の申し入れがあった。1517年、レオノールはプファルツ選帝侯子フリードリヒ（後の選帝侯フリードリヒ2世）と恋愛関係になったようで、1年前にスペイン王位を継いだばかりの弟カルロスに、フリードリヒからの恋文を読んでいるところを見つかった。カルロスはフリードリヒを宮廷から追放したうえで、レオノールには弁護士の前で秘密結婚などしていないことを誓わせた。 
1518年に義理の叔父ポルトガル王マヌエル1世の3番目の王妃となった。マヌエル1世の2人の先妻イサベルとマリアは、レオノールの母フアナ女王の姉と妹であった。元はマヌエルの息子ジョアン王子（後のジョアン3世）との婚姻予定であったが、カスティーリャで起きた反乱にポルトガルが加勢する可能性を潰すため、弟カルロスが手配した。マヌエルとレオノールとの間には王子カルロス（夭逝）、王女マリアの2子が生まれたが、マヌエルとは1521年に死別した。なお、マヌエルの死後にジョアン3世がレオノールとカルロスの妹カタリナと、またジョアンの妹イザベルがカルロス自身とそれぞれ結婚し、両王家の関係を結び直している。
その後、レオノールはカルロスのスペイン宮廷へ戻り、しばらくは未亡人として暮らした。1523年にカルロスの対フランス包囲網への思惑により、ブルボン公シャルル3世と婚約させられるが、婚姻には至らず、1530年にカルロスと敵対していたフランス王フランソワ1世と再婚した。2人の間に子供は生まれず、またフランス宮廷において政治に関わることはほとんどなかったが、カルロスとフランソワとの間の橋渡し役になった。
1558年に死去したが、同じ年に弟カルロス、妹マリアも死去している。

## 子女
- カルロス（1520年 - 1521年）
- マリア（1521年 - 1577年）- ヴィゼウ女公

## 系譜
| レオノール | 父: フィリップ美公 (カスティーリャ王フェリペ1世) | 祖父: マクシミリアン1世 (神聖ローマ皇帝)                               | 曽祖父: フリードリヒ3世 (神聖ローマ皇帝)               |
| レオノール | 父: フィリップ美公 (カスティーリャ王フェリペ1世) | 祖父: マクシミリアン1世 (神聖ローマ皇帝)                               | 曽祖母: エレオノーレ (ポルトガル王女)[1]               |
| レオノール | 父: フィリップ美公 (カスティーリャ王フェリペ1世) | 祖母: マリー (ブルゴーニュ女公)                                        | 曽祖父: シャルル (ブルゴーニュ公) （突進公/豪胆公）[2] |
| レオノール | 父: フィリップ美公 (カスティーリャ王フェリペ1世) | 祖母: マリー (ブルゴーニュ女公)                                        | 曽祖母: イザベル・ド・ブルボン                         |
| レオノール | 母: フアナ (カスティーリャ女王)                  | 祖父: フェルナンド2世 (アラゴン王) （カスティーリャ王フェルナンド5世） | 曽祖父: フアン2世 (アラゴン王)                         |
| レオノール | 母: フアナ (カスティーリャ女王)                  | 祖父: フェルナンド2世 (アラゴン王) （カスティーリャ王フェルナンド5世） | 曽祖母: フアナ・エンリケス                             |
| レオノール | 母: フアナ (カスティーリャ女王)                  | 祖母: イサベル1世 (カスティーリャ女王)                                 | 曽祖父: フアン2世 (カスティーリャ王)                   |
| レオノール | 母: フアナ (カスティーリャ女王)                  | 祖母: イサベル1世 (カスティーリャ女王)                                 | 曽祖母: イサベル (ポルトガル王女)[3]                   |

[1]の父はポルトガル王ドゥアルテ1世。ジョアン1世の子で、弟にエンリケ航海王子や[3]の父ジョアン、妹に[2]の母イザベルがいる。よって、[1]と[2]と[3]は、共にジョアン1世を祖父とするいとこ同士となる。
なお、最初の夫であるポルトガル王マヌエル1世の父フェルナンドもドゥアルテ1世の子であり、[1]の兄である。
弟妹に
- カルロス（1500年 - 1558年） - スペイン王カルロス1世、およびローマ皇帝カール5世
- イサベル（1501年 - 1526年） - デンマーク王クリスチャン2世妃
- フェルナンド（1503年 - 1564年） - ローマ皇帝フェルディナント1世（およびハンガリー王、ボヘミア王）
- マリア（1505年 - 1558年） - ハンガリー王およびボヘミア王ラヨシュ2世妃、
- カタリナ（1507年 - 1578年） - ポルトガル王ジョアン3世妃

がいる。